# Chengkou
Chengkou, tidigare stavat Chengkow, är ett härad i Chongqings storstadsområde i sydvästra Kina.
Chengkou härad tillhörde tidigare Sichuan-provinsen, men överfördes till Chongqing när staden fick provinsstatus 1997.

## Administrativ indelning
Häradet är indelat i två stadsdelsdistrikt, tio köpingar och 13 socknar.
Stadsdelsdistrikt (jiedao):

- Fuxing (复兴街道)
- Gecheng (葛城街道)

Köpingar (zhen):

- Bashan (巴山镇)
- Dong'an (东安镇)
- Gaoguan (高观镇)
- Gaonan (高楠镇)
- Gaoyan (高燕镇)
- Miaoba (庙坝镇)
- Mingtong (明通镇)
- Pingba (坪坝镇)
- Xianyi (咸宜镇)
- Xiuqi (修齐镇)

Socknar (xiang):

- Beiping (北屏乡)
- Heyu (河鱼乡)
- Houping (厚坪乡)
- Jiming (鸡鸣乡)
- Lantian (岚天乡)
- Liaozi (蓼子乡)
- Longtian (龙田乡)
- Mingzhong (明中乡)
- Shuanghe (双河乡)
- Yanhe (沿河乡)
- Zhiping (治平乡)
- Zhouxi (周溪乡)
- Zuolan (左岚乡)